# Sigrun Krokvik
Sigrun Krokvik (właśc. Sigrun Karin Christiansen, ur. 30 sierpnia 1932, zm. 8 kwietnia 2007) – norweska pisarka, autorka dwóch powieści kryminalnych.

## Życiorys
Zadebiutowała w 1972 r. psychologicznym thrillerem pt. Bortreist på ubestemt tid, który został wyróżniony Nagrodą Rivertona za najlepszą norweską powieść kryminalną roku. Książka uplasowała się na 10. pozycji w rankingu 25 najlepszych norweskich powieści kryminalnych według dziennika „Dagbladet”. Na podstawie powieści w 1974 r. Pål Bang-Hansen zrealizował film pod tym samym tytułem, uważany za jeden z klasycznych norweskich filmów o tematyce kryminalnej.
W 1973 r. Krokvik opublikowała swą drugą i ostatnią powieść pt. Kikkeren.